# Quinta cúpula do BRICS
A cúpula dos BRICS de 2013(pt-BR) ou quinta cimeira BRICS 2013(pt-PT?) foi a quinta versão do evento anual, uma conferência de relações internacionais à qual comparecem os chefes de estado dos cinco países-membros: Brasil, Rússia, Índia, China e África do Sul. A cúpula aconteceu no Centro de Convenções Internacionais Inkosi Albert Luthuli em Durban, entre 26 e 27 de março de 2013.
Foi a primeira vez que a África do Sul hospedou a cúpula dos BRICS. O tema do evento foi "Brics e África: Parceria para o Desenvolvimento, Integração e Industrialização". A cúpula teve diversas discussões entre os chefes de estado sobre questões de desenvolvimento inclusivo e sustentável, a reforma das instituições de governança global, caminhos para a paz, segurança e estabilidade globais. Houve ainda um debate denominado "Liberando o Potencial Africano: a Cooperação entre o Brics e a África em Infraestrutura".

## Antecedentes
A declaração final da cúpula BRICS de 2012 dizia que: "Brasil, Rússia, Índia e China agradecem à África do Sul pela proposta de sediar a 5ª Cúpula em 2013. Será dado todo o apoio necessário ao país anfitrião". Os líderes dos BRICS são esperados para discutir a criação de um banco de desenvolvimento. De acordo com Mikhail Margelov eles vão buscar um acordo sobre a quantidade de capital inicial da instituição.

## Delegações presentes
Os chefe de Estado/governo dos cinco países participaram da cúpula.

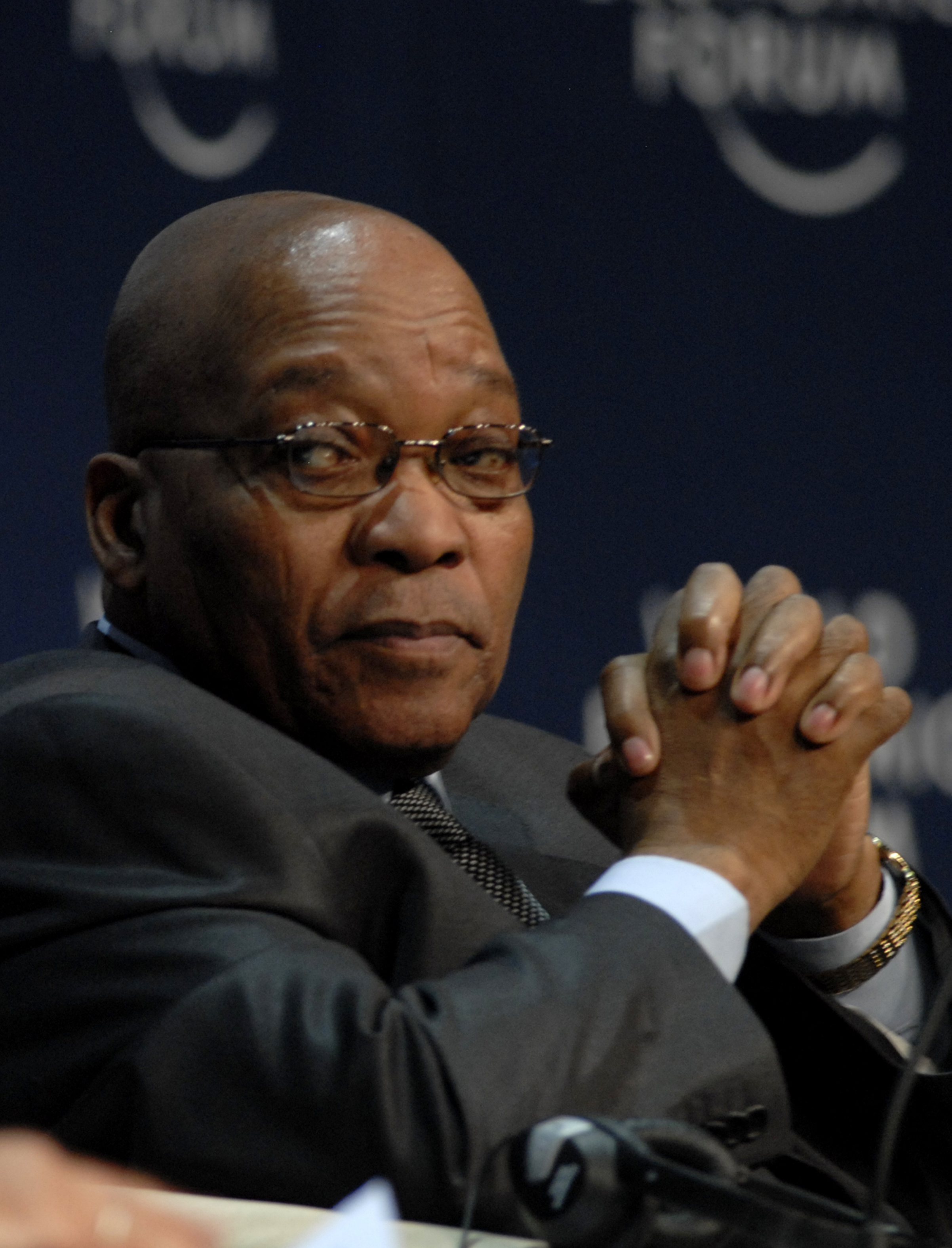
Jacob Zuma Presidente da África do Sul (anfitrião).
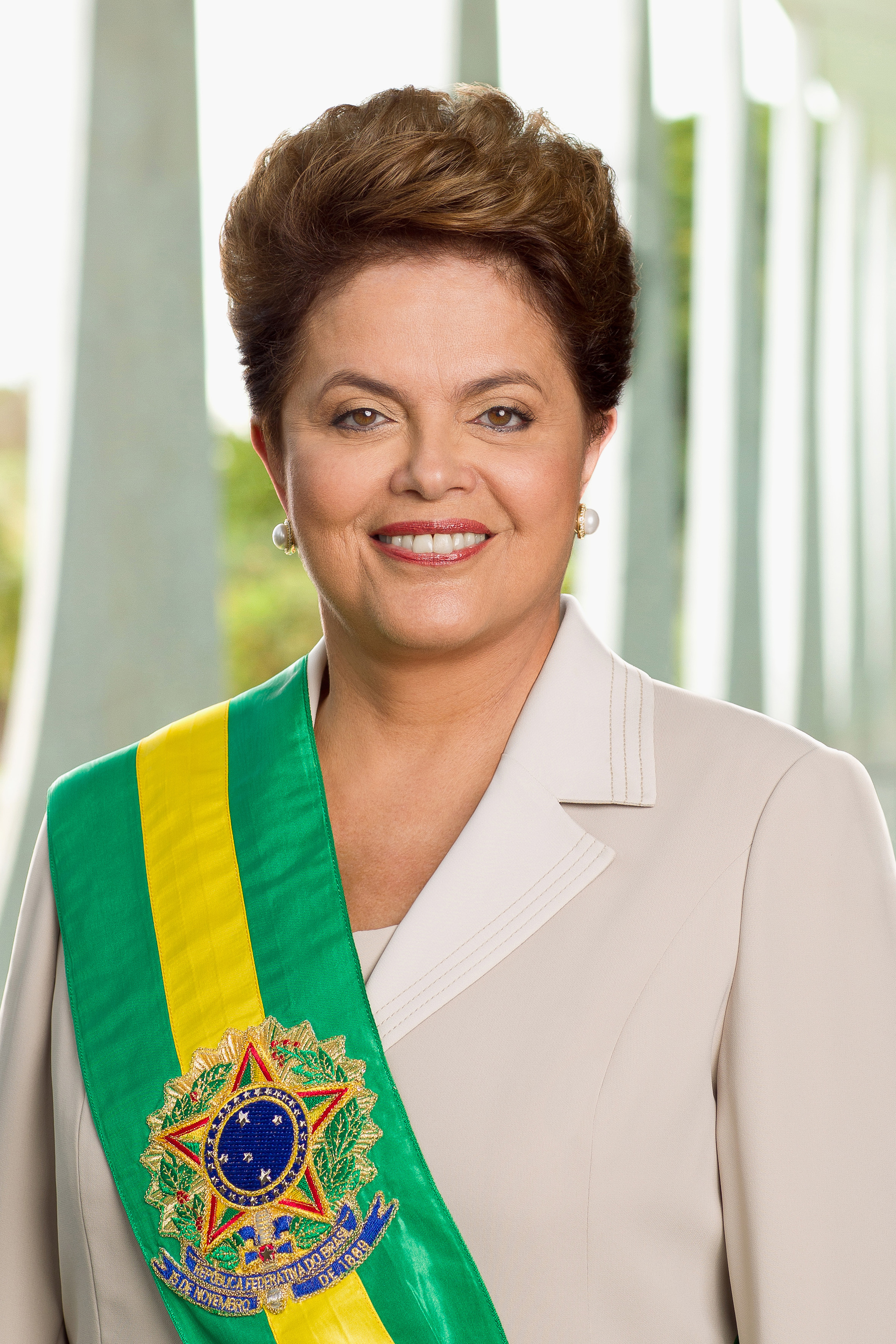
Dilma Rousseff Presidente do Brasil.
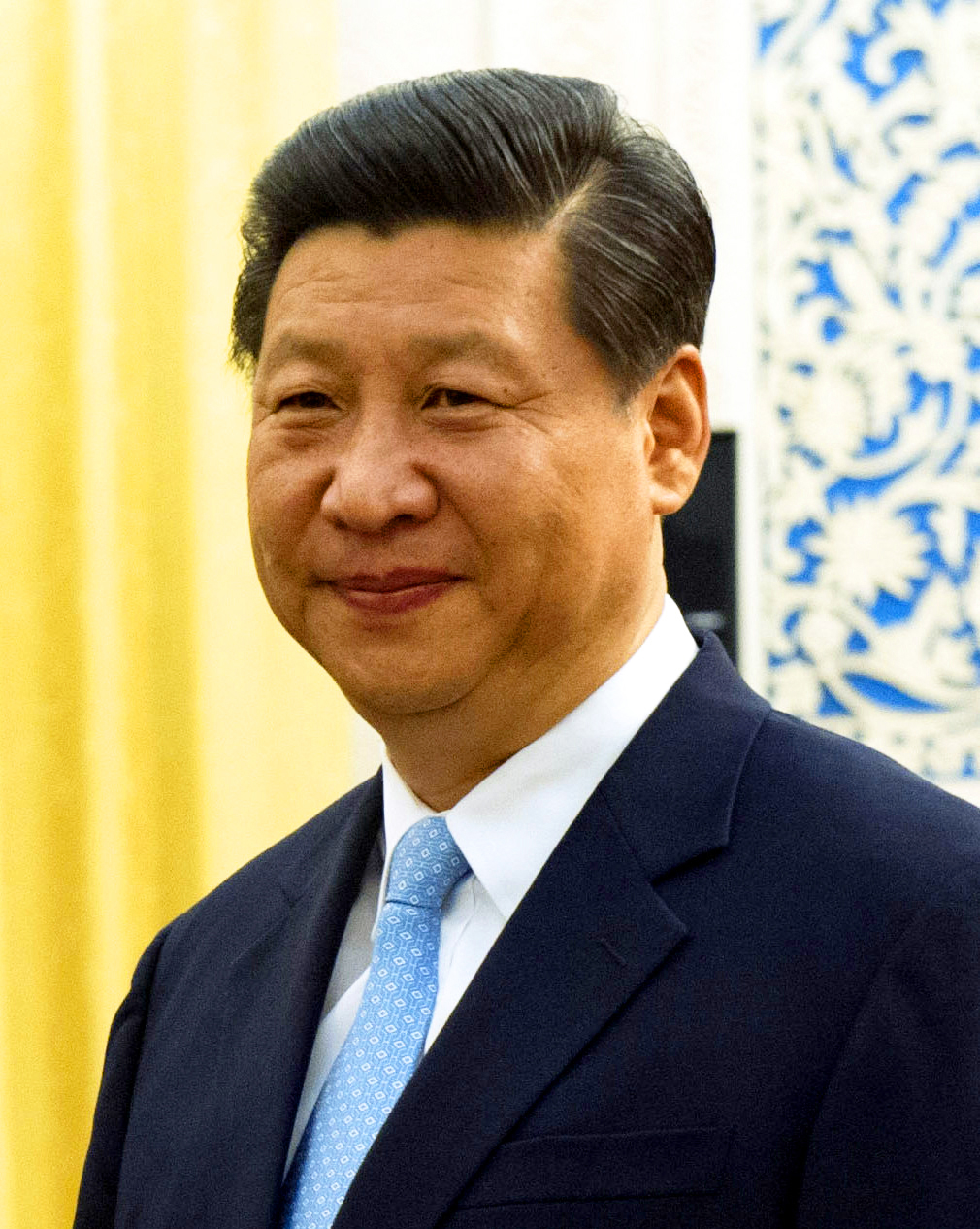
Xi Jinping Presidente da China.
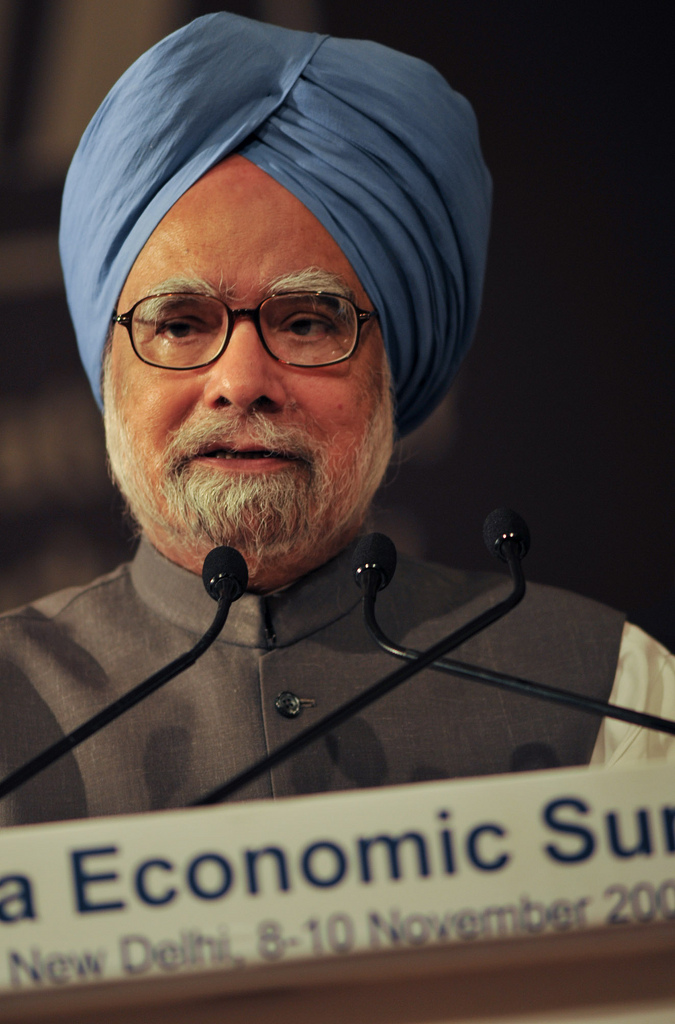
Manmohan Singh Primeiro-ministro da Índia.
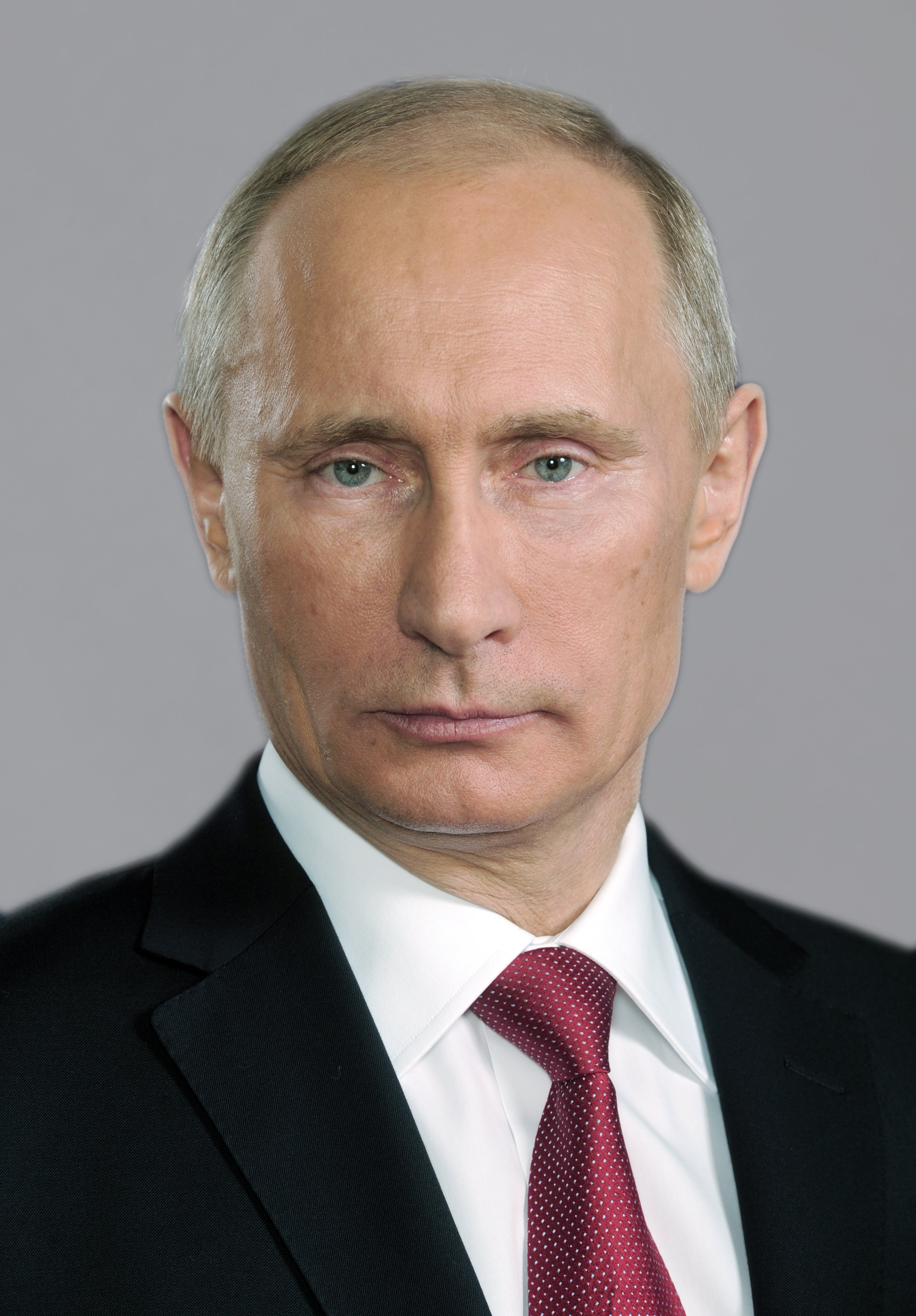
Vladimir Putin Presidente da Rússia.

O presidente chinês Xi Jingping participou na primeira reunião internacional de sua presidência.

## Discussões
A cúpula começou em 26 de março às 17h30 GMT. Entre as questões importantes discutidas esteve a criação do banco de desenvolvimento do BRICS, proposto na cúpula anterior. As discussões sobre o banco focaram sobre o seu papel e qual seria seu retorno, em relação ao grande investimento inicial de cerca de 100 bilhões de dólares.

## Reações
O anfitrião, presidente Jacob Zuma, disse que a cúpula poderia resolver os problemas econômicos da África do Sul, como o desemprego elevado. Ele acrescentou: "BRICS oferecem uma oportunidade para a África do Sul promover a sua competitividade. É uma oportunidade para avançar em nossos esforços para promover o crescimento econômico e enfrentar o desafio de pobreza, desigualdade e desemprego que aflige nosso país".